# Pollenia monsdulitae
Pollenia monsdulitae är en tvåvingeart som beskrevs av Senior-white 1940. Pollenia monsdulitae ingår i släktet vindsflugor, och familjen spyflugor. Inga underarter finns listade i Catalogue of Life.